# Villar de Plasencia
Villar de Plasencia település Spanyolországban, Cáceres tartományban. Villar de Plasencia Oliva de Plasencia, Guijo de Granadilla, Zarza de Granadilla, Jarilla és Cabezabellosa községekkel határos. Lakosainak száma 231 fő (2024).

## Népesség
A település népessége az elmúlt években az alábbi módon változott:
| Lakosok száma | 264  | 248  | 258  | 229  | 243  | 235  | 232  | 235  | 239  | 231  |
|               | 2001 | 2004 | 2006 | 2009 | 2011 | 2014 | 2016 | 2019 | 2021 | 2024 |